# Bilal Saad Mubarak
Bilal Saad Mubarak (né le 18 décembre 1972 et mort le 27 octobre 2018) est un athlète qatarien, spécialiste du lancer du poids.

## Biographie
Il remporte quatre médailles d'or et deux médailles d'argent au lancer du poids lors des championnats d'Asie d'athlétisme, de 1991 à 2003, et obtient par ailleurs deux médailles d'or lors des Jeux asiatiques.
Il atteint la finale des championnats du monde 1995 et des Jeux olympiques de 1996.

### Palmarès
| Date | Compétition                   | Lieu         | Résultat | Performance |
| ---- | ----------------------------- | ------------ | -------- | ----------- |
| 1990 | Championnats d'Asie juniors   | Pékin        | 3e       | 16,48 m     |
| 1990 | Championnats du monde juniors | Plovdiv      | 6e       | 16,85 m     |
| 1991 | Championnats d'Asie           | Kuala Lumpur | 2e       | 17,78 m     |
| 1993 | Championnats d'Asie           | Manille      | 2e       | 18,28 m     |
| 1994 | Jeux asiatiques               | Hiroshima    | 5e       | 18,09 m     |
| 1995 | Championnats d'Asie           | Djakarta     | 1er      | 18,87 m     |
| 1995 | Championnats du monde         | Göteborg     | 11e      | 18,56 m     |
| 1996 | Jeux olympiques               | Atlanta      | 10e      | 19,33 m     |
| 1998 | Championnats d'Asie           | Fukuoka      | 1er      | 19,17 m     |
| 2000 | Championnats d'Asie           | Djakarta     | 2e       | 19,23 m     |
| 2002 | Championnats d'Asie           | Colombo      | 1er      | 19,22 m     |
| 2002 | Jeux asiatiques               | Busan        | 2e       | 18,98 m     |
| 2003 | Championnats d'Asie           | Manille      | 1er      | 19,41 m     |

### Records
| Épreuve         | Performance | Lieu | Date              |
| --------------- | ----------- | ---- | ----------------- |
| Lancer du poids | 19,65 m     | Taïf | 12 septembre 1997 |